# Люсінда Ґрін
Люсінда Ґрін  (англ. Lucinda Green, 7 листопада 1953) — британська вершниця, олімпійська медалістка.

## Виступи на Олімпіадах
| Олімпіада         | Дисципліна           | Місце  |
| ----------------- | -------------------- | ------ |
| Монреаль 1976     | триборство, особисті | участь |
| Монреаль 1976     | триборство, командні | участь |
| Лос-Анджелес 1984 | триборство, особисті | 6      |
| Лос-Анджелес 1984 | триборство, командні | 2      |

## Зовнішні посилання
- Досьє на sport.references.com [Архівовано 23 вересня 2009 у Wayback Machine.]

1. 1 2 3 4  Lundy D. R. The Peerage